# Daiva Tušlaitė
Daiva Tušlaitė (nascida em 18 de junho de 1986) é uma ciclista lituana que irá representar a Lituânia no ciclismo nos Jogos Olímpicos de Verão de 2016 no Rio de Janeiro, Brasil.